# شهرستان وارساف وست
شهرستان وارساف وست (به لهستانی: Powiat Warsaw West) یک شهرستان در لهستان است که در استان ماسوویان واقع شده‌است. شهرستان وارساف وست ۵۳۲٫۹۹ کیلومتر مربع مساحت و ۱۰۰٬۹۶۵ نفر جمعیت دارد.